# Sztuka sepulkralna

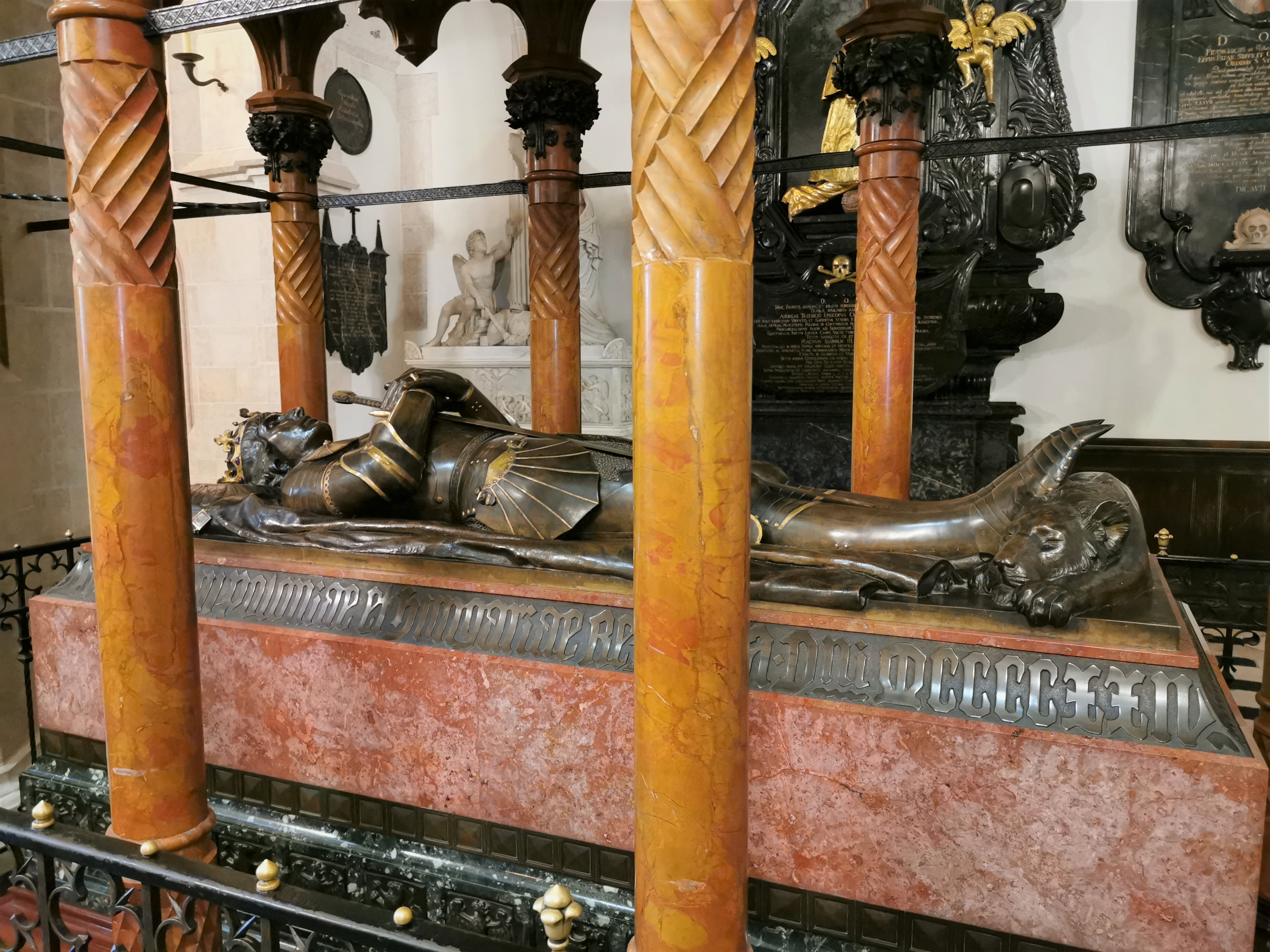
Sztuka sepulkralna

Sztuka sepulkralna, sztuka cmentarna, sztuka nagrobna – twórczość artystyczna dotycząca sfery nekropolicznej, powiązana ściśle z kultem zmarłych.

## Historia
Rozwinęła się już w czasach starożytnych, w kulturach charakteryzujących się hołdowaniem czci zmarłych, powiązanym z wiarą w „życie po śmierci”. Przejawiała się w najróżniejszych formach – od zdobień miejsc pochówku, poprzez dokonanie aktu pochówku (pogrzeb) do budownictwa grobowego. Przykładami budowli powstałych w zamyśle sztuki sepulkralnej są m.in. rozwiązania przestrzenne cmentarzy łącznie z rodzajami budowli cmentarnych – grobowców, a nawet w starożytności mastab, mauzoleów czy piramid. Opiewała również sztukę zdobniczą, m.in. sarkofagów, wnętrz grobowych, jak i specjalnie przygotowanych na tę okazję biżuterii czy naczyń.

## Przestrzeń sepulkralna
Ze sztuką sepulkralną wiąże się pojęcie przestrzeni sepulkralnej, obszaru wyznaczonego na grzebanie zmarłych lub przechowywanie ich prochów po kremacji. Jest to także miejsce, gdzie tworzy się sztukę sepulkralną, taką jak architektura, rzeźba, malarstwo czy poezja, mającą na celu upamiętnienie zmarłych. To szeroko pojęta przestrzeń związana z tematyką śmierci, ceremoniami pogrzebowymi oraz miejscami pochówku, wyrażającymi różnorodne formy kultu zmarłych. Jej kształt i cechy fizyczne wynikają z czynników historycznych, religijnych, kulturowych i społecznych. Przestrzeń sepulkralna jest zwykle stała, ale czasami może ulegać czasowym zmianom w swoim zakresie, na przykład może się rozszerzać o obszar tymczasowo wykorzystywany.